# Euskelosaurus
Euskelosaurus là một chi khủng long, được Huxley mô tả khoa học năm 1866.